# Villa Alliata Cardillo
Villa Alliata Cardillo è un edificio storico situato nella Piana dei Colli, a nord di Palermo e dà il nome alla borgata di Cardillo, oggi quartiere di Palermo.

## Storia
La villa era originariamente un baglio, trasformato nella seconda metà del settecento in residenza di villeggiatura oltre che centro di produzione agricola.
Si deve a Domenico Cardillo, magistrato palermitano insignito nel 1772 del titolo di marchese, l'intervento di riconfigurazione settecentesca. Venne poi ampliata dal figlio Agostino Cardillo, anch'egli valente magistrato, secondo marchese e primo Cardillo proprietario del Castello di Inici.
La villa, insieme ai titoli e ai beni della famiglia Cardillo, nella metà del XIX secolo passò alla famiglia Alliata, per il matrimonio di Pasquale Alliata di Villafranca con Emanuela Cardillo.
I loro discendenti sono i marchesi Alliata Cardillo.

## La villa
La villa presenta una struttura su due elevazioni intorno a un cortile centrale. 
Di particolare interesse il piano terrazzato e il giardino che ospita la cappella e le scuderie. All'interno è anche di interesse la cappella della Madonna della Lettera, elevata in onore di Letteria Cardillo, che ospita un pregevole altare ligneo del '700.
Oggi l'intero complesso monumentale è stato restaurato ad opera degli eredi della famiglia Alliata che ne ha fatto sede museale ed espositiva.
Villa Alliata Cardillo ospita infatti il Centro d'Arte Piana dei Colli